# 천스위안 (바둑 기사)
천스위안(중국어: 陳詩淵, 진시연, 1985년 10월 28일 ~ )은 대만 출신의 바둑 기사이다. 장정핑의 남편이다.

## 약력
대만 타이베이시 출신이다. 1996년 세계청소년바둑선수권대회 소년부에서 준우승을 했고, 대한민국에 바둑 유학을 가서 권갑용 문하에서 바둑을 공부했다. 2000년 한국기원에 입단했다. 2002년 2단으로 승단했고, 2004년 제8회 SK가스배 신예프로10걸전에서 8위를 했다. 2005년 3단으로 승단한 이후 동강배에서 우승을 차지했지만, 중화민국의 병역 의무를 마치기 위해 타이완으로 귀국했다. 2008년 린즈한에게 패해 천원전에서 준우승을 했지만, 제15기 중환배와 제4기 왕좌전에서 우승했다. 2009년 3월, 8단으로 승단했고 기왕전과 제3회 애심배, 제5기 왕좌전, 제9기 동강배에서 각각 우승했다.